# Nilson Lage
Nilson Lemos Lage (Rio de Janeiro, 1936 — Florianópolis, 23 de agosto de 2021) foi um jornalista e professor universitário brasileiro, autor de livros que se tornaram referência no ensino e pesquisa da comunicação no Brasil.

## Biografia
Lage nasceu no Rio de Janeiro, em 1936, criado no bairro de Engenho de Dentro. Seu pai, Ângelo, era operário. 
Aos seis anos, já sabendo ler desde os três, foi matriculado na terceira série do curso primário. Fez o ginásio no Colégio Militar do Rio de Janeiro. 
Após se formar, começou a estudar Medicina (abandonou o curso) e a trabalhar como revisor no Diário Carioca.
Formou-se em Letras (português-russo) em 1977, pela Universidade Federal do Rio de Janeiro (UFRJ),  mestrado em comunicação e doutorado em linguística e filosofia)  pela mesma instituição. Trabalhou nos jornais Diário Carioca, Última Hora, O Globo e Manchete.
Como professor universitário, lecionou na UFRJ, na Universidade Federal de Minas Gerais, Gama Filho, Estácio de Sá, Faculdades Hélio Alonso e titular da Universidade Federal de Santa Catarina de 1992 até se aposentar, em 2006.
Morreu em 23 de agosto de 2021, aos 85 anos, de complicações de câncer no pulmão e doença pulmonar obstrutiva crônica.

## Livros
- 1979 - Ideologia e Técnica da Notícia
- 1987 - Estrutura da Notícia
- 1987 - Linguagem Jornalistica
- 1998- Controle da Opinião Pública: um ensaio sobre a verdade conveniente
- 2001 - A Reportagem: Teoria e Técnica de Entrevista e Pesquisa
- 2005 - Teoria e técnica do texto jornalístico